# Dragan Sotirović
Dragan Mihajlo Sotirović (cyr. Драган Михајло Сотировић; fr. Dragan Michel Sotirovitch, ps. „Draża”, „X”, „Michał”; ur. 5 maja 1913 we Vranju, zm. 5 lub 6 czerwca 1987 w Salonikach) – serbski czetnik, kapitan armii jugosłowiańskiej, Serb wyznania prawosławnego, zastępca dowódcy 14 pułku Ułanów Jazłowieckich Armii Krajowej, kawaler Orderu Virtuti Militari V klasy.

## Życiorys
Od 1934 służył w armii jugosłowiańskiej. W 1940 studiował w Wyższej Szkole Wojennej. W stopniu kapitana w 1941 walczył z Niemcami. Jego żonę brutalnie zamordowali kolaboranci z Serbskiego Korpusu Ochotniczego. Do 1942 był drugim szefem sztabu oraz adiutantem gen. Dragoljuba Mihajlowicia. Został wzięty do niewoli w Jugosławii, przebywał wraz z innymi oficerami jugosłowiańskimi w obozie jenieckim nr 325 w Rawie Ruskiej, a później w Stryju. Symulując chorobę (zapalenie wyrostka robaczkowego), został przeniesiony do szpitala, z którego uciekł 13 stycznia 1944. Skontaktował się z Armią Krajową i tymczasowo został skierowany na przechowanie do Zubrzy pod Lwowem.
Po sprawdzeniu tożsamości (jego brat był pracownikiem ambasady jugosłowiańskiej w Londynie), został skierowany pod koniec marca do tworzonych właśnie oddziałów leśnych Okręgu Lwów AK. Został zastępcą dowódcy 14 pułku ułanów – por. Andrzeja Chołoniewskiego („Korczak”, „Ładyga”).
Brał udział w pacyfikacji ukraińskiej wsi oraz likwidacji kwatery UPA we wsi Szołomyja. Dowodził oddziałami 14 pułku podczas odbijania Lwowa w czasie akcji Burza – atakując główną linię obrony niemieckiej na wschód od miasta. Za zasługi w czasie akcji został odznaczony 27 lipca 1944 przez płk. Władysława Filipkowskiego orderem Virtuti Militari.
31 lipca 1944 został aresztowany przez NKWD, zbiegł wraz z innymi oficerami Okręgu Lwów AK. Dowodzone przez niego oddziały w sierpniu 1944 wycofały się na lewy brzeg Sanu, wchodząc w skład Zgrupowania Warta, w którym „Draża” objął dowództwo kompanii D-14 w batalionie D. Jedna z jego kwater mieściła się w Lalinie.
5 marca 1945 został przypadkowo aresztowany przez NKWD w Ujazdach (powiat brzozowski). W czasie próby ucieczki wyskoczył z drugiego piętra łamiąc kości stopy. Nierozpoznany (podawał się za oficera francuskiego nazwiskiem Jacques Roman, powracającego z obozu w Odessie), został odwieziony do szpitala w Rzeszowie, skąd został uwolniony przez organizację „NIE”. Na przełomie kwietnia i maja 1945 dołączył ponownie do oddziału.
Jego oddział współdziałał z SOO NSZ, której dowódcą był Antoni Żubryd oraz lokalną Samoobroną antyukraińską z Grabówki, której dowódcą był Mieczysław Bielec ps. „Bystry”.
Jego oddział brał udział w walkach z UPA, a on sam doprowadził 29 maja 1945 do podpisania w Siedliskach zawieszenia broni pomiędzy UPA i polskimi oddziałami partyzanckimi, uznającego Sowietów za wspólnego wroga. Do zawarcia formalnego, trwałego porozumienia jednak nie doszło, ale zmniejszyło ono cierpienia polskiej i ukraińskiej ludności cywilnej.
W czasie służby w AK został awansowany do stopnia majora. Ostatnią akcją jego oddziału był atak przeprowadzony 25 czerwca 1945 na tabory sowieckie koło Domaradza.
Ukrywał się na Dolnym Śląsku, został nawet prezydentem miasta Marklissa (obecnie Leśna). W jego biurze pracowały łączniczki, a Józef Szajda „Belabes” był komendantem milicji w tym mieście. W czasie transportów UNRRA i przesiedlania Niemców, wykorzystując okazję, załadował swoich ludzi do pociągu i wyjechał na Zachód do amerykańskiej strefy okupacyjnej w Niemczech, a następnie do Francji. Zamieszkał w Monaco, gdzie żył na emigracji pod zmienionym nazwiskiem Jacques Roman. Zmarł nagle podczas corocznej pielgrzymki na górę Athos. Został pochowany w Zurychu.
3 września 2022 r. na Pomniku Żołnierzy Wyklętych-Niezłomnych w Mielcu odsłonięto figurę upamiętniającą Dragana Sotirovicia.

## Publikacje
- Dragan M. Sotirović – Europa na licytacji. Paryż. 1945,
- Dragan M. Sotirović, Europa na licytacji, Antyk, Komorów 2000, stron 354 ISBN 83-87809-27-6.
- Dragan Michel Sotirovitch. L’Europe aux enchères. Paris. 1952.
- Dragan Sotirović i Branko Jovanović, Srbija i Ravna Gora (istorijski razvoj, Ravnogorski pokret, Šumadija, 1941), Beausoleil
- Dragan Sotirovic and Branko N. Jovanovic’. Srbija I Ravna Gora. Beausoleil Sotirovic’, 1991

## Literatura
- Stanisław Pempel. Pod znakiem lwa i syreny. 1989.
- Stanisław Jan Rostworowski. „Dardanele”: delegatura WiN-u za granicą, 1946–1949. ISBN 83-902803-6-1.
- Jerzy Węgierski – „W lwowskiej Armii Krajowej”, Warszawa 1989, ISBN 83-211-1044-4.
- Jerzy Węgierski – „Oddziały leśne Warta” w:Zeszyty Historyczne WiN-u nr 9
- Andrzej Romaniak, „Por. Mieczysław Kocyłowski Czarny. Byłem zastępcą Żubryda”, Sanok, 1999, ISBN 83-907352-8-8, s. 10.